# Безумный Шляпник (DC Comics)
Безумный шляпник (англ. Mad Hatter) — суперзлодей из вселенной DC Comics, враг Бэтмена.

## Концепция персонажа
Образ Безумного шляпника основан на одноимённом персонаже  из книги Льюиса Кэрролла «Алиса в Стране Чудес», что объясняется тем, что персонаж помешан на творчестве Кэрролла. Темой его преступлений является Страна Чудес. Он носит огромную шляпу-цилиндр, на которой бирка с цифрами «10/6». Обычно его изображают как мужчину низкого роста, иногда с большими зубами.
Так же возможным прообразом Безумного Шляпника (и в комиксах и в произведениях Кэролла) может быть человек с «болезнью сумасшедшего шляпника». В XIX веке производители шляп часто контактировали с парами ртути которые могут разрушать работу мозга, их профессиональный недуг получил название «болезнь сумасшедшего шляпника» и подробно описан в медицинской литературе.

## Биография

### Докризисная история
Персонаж дебютировал в комиксе Batman #49 в октябре 1949 года, был создан Биллом Фингером и Лью Сейром Шварцем на основе концепта Боба Кейна. В эту эпоху персонаж участвовал в ограблении яхт-клуба Готэма, затем грабил зрителей на шоу лошадей.
В Detective Comics #230 (апрель 1956 года) появился его подражатель, взявший прозвище и костюм оригинального злодея. Темой преступлений имитатора были просто шляпы. После серии краж дорогих головных уборов, он хотел заполучить маску Бэтмена и сделать её венцом его коллекции. Но, конечно, он был побеждён. В отличие от настоящего Шляпника, подражатель был упитанным рыжеволосым мужчиной с усами.

### История после Кризиса
После кризиса был только один Безумный шляпник — Джервис Тетч, гениальный конструктор из компании «Уэйн», одержимый книгами Кэрролла и ищущий свою Алису. Его дебютное появление состоялось в Detective Comics #510 (январь 1982 года), в Detective Comics #526 (май 1983 года) он использует в своих преступлениях контролирующие мозг микрочипы.

## Вне комиксов

### Телевидение

#### Бэтмен (телесериал)
В телесериале Безумного шляпника играл актёр Дэвид Уэйн. Персонаж был основан на образе Безумного шляпника из комиксов того времени, когда ещё не было показано, что это самозванец. Он появился в четырёх сериях: «The Thirteenth Hat», «Batman Stands Pat», « The Contaminated Cowl», и «The Mad Hatter Runs Afoul». Его главным оружием был цилиндр, способный гипнотизировать врагов. Темой его преступлений были шляпы, а не Страна чудес.

#### Готэм (телесериал)
В 3 сезоне роль шляпника исполнил Бенедикт Сэмюэл. В сериале Джервис Тэтч появляется как гипнотизёр, который просит помощи у Джима Гордона, чтобы тот помог найти его сестру — Алису. Впоследствии оказывается, что Тэтч преступник.

#### The Batman/Superman Hour
Безумный шляпник также появляется в 1968 году в эпизоде «Mad, Mad Tea Party». Здесь, он показан как одержимый Страной чудес и Зазеркальем. Планировал похитить дорогой антикварный чайник для своего «Безумного чаепития».

### Мультфильмы

#### BTAS

Безумный Шляпник в BTAS

В «Batman: The Animated Series» Безумный Шляпник показан как среднего роста человек со светлыми волосами и большими зубами. Его биография существенно отличается от комиксов. Шляпник появился в следующих эпизодах: «Mad as a Hatter», «Perchance to Dream», «The Trial», «The Worry Men», и (бессловесные камео) «Make 'Em Laugh» и «Joker’s Wild», был озвучен Родди МакДауэллом (в российском дубляже — Юрий Маляров).
Гений в области электротехники, Джервис Тетч экспериментировал с животными, используя контролирующие микрочипы, чтобы стимулировать мозговые волны. Его любовь к книге «Алиса в Стране чудес» и увлечение своим секретарем, Алисой Плезенс, озлобили и довели его до безумия. Джервис пытается добиться любви Алисы, пригласив её к себе после того, как девушку бросил бойфренд. Алиса же воспринимает это просто как способ развеселить её и невольно отвергает его любовь. Надев костюм Безумного шляпника, Тетч использует управляющие чипы для контроля Алисы и других людей, заставляя их играть роли персонажей «Алисы в Стране чудес», в том числе жениха Алисы, как Ящерки Билля. Но Бэтмен срывает планы Шляпника.
Сюжетная линия продолжается в комиксе Batman and Robin Adventures #17 озаглавленный «But A Dream», в котором Шляпник посредством контролирующего разум чипа пытается заставить Алису выйти за него замуж. Но Робину удается заставить надеть Шляпника себе на голову «Генератор мечтаний», который погружает Тетча в мир иллюзий. Шляпник возвращается в Аркхэм в вегетативном состоянии, но в душе счастливым, так как он живёт, как всегда мечтал, с Алисой.

Во время своего второго появления в эпизоде «Уснуть и видеть сны» (англ. Perchance to Dream) Шляпник использует электронный шлем («Генератор мечтаний») для погружений Бэтмена в виртуальную реальность, которая дала Уэйну то, о чём он мечтал: свободу от необходимости быть Бэтменом, его родители живы и здоровы, и он встречается с Селиной Кайл, которая не является Женщиной-кошкой. Но Брюс вскоре понимает, что это иллюзия. Когда Бэтмен, наконец, освобождается от контролирующего оборудования, он хочет узнать, почему Шляпник использовал машины, а не просто убил его. Рыдая, Тетч отвечает: 
Ты, из всех людей, смеешь спрашивать меня об этом?!! Ты разрушил мою жизнь! Я был готов дать тебе ту жизнь, которую ты хочешь, чтобы просто удержать тебя от моей!
В его третье появление в мультсериале в эпизоде «Беспокойный»  (англ. The Worry Men) Шляпник использовал миниатюрные куклы, стилизованные под произведения искусства индейцев Южной Америки, чтобы контролировать готэмских богачей и заставлять их посылать ему огромные суммы денег.
Позже он использовал чипы, чтобы ввести всех сотрудников Аркхэма в кататонические состояние, с тем, чтобы захватить Бэтмена и судить за «преступления» против злодеев.

Безумный Шляпник в The New Batman Adventures

В своем последнем появлении в сериале, он продает некоторые из мозговых чипов Джокеру, который впоследствии использует один из них на самом Шляпнике, чтобы тот забыл, кому он их продал. Тетч появляется в двух сценах «Joker’s Wild», в обоих он находится в общем зале в Аркхэме, где, в начале эпизода, он играл в шахматы с Пугалом, а в конце Тетч жалуется Пугалу и Ядовитому Плющу, когда Джокер переключает телеканал. Джервис (Шляпник) и Крейн (Пугало) показаны как хорошие друзья.

#### The New Batman Adventures
В «Новых приключениях Бэтмена», Безумный шляпник вновь был озвучен Родди МакДауэлл. На этот раз он был показан, как очень низкий мужчина с очень светлыми, почти седыми волосами. Он появляется в эпизодах «Over the Edge» и «Animal Act». В первом из которых, Безумный Шляпник появился на ток-шоу с другими злодеями, когда Бэтмен был объявлен в розыск полицией. Во втором — он берёт под контроль животных в цирке.

#### Superman: The Animated Series
Безумный шляпник тоже появляется и в мультсериале про Супермена в серии «Knight Time», где Бэтмен контролировался наномашинами. Подозреваемым был Шляпник, но он, используя свой опыт в нанотехнологии, доказывает, что нанороботы не его производства, а изготовлены по внеземной технологии (на самом деле это был Брейниак). В российском дубляже роль озвучил Алексей Гурьев.

#### Batman: The Brave and the Bold
Подражатель Безумного шляпника 1960-х годов появился как заключённый. Позже он имеет эпизодические роли в «Legends of the Dark Mite», «Mayhem of the Music Meister» и «Chill of the Night».

### Видеоигры
- Является боссом в видеоигре «The Adventures of Batman and Robin» для Sega Genesis. Его внешний вид основан на образе этого же персонажа из Batman: The Animated Series, но также у него удлиненные ресницы на левом глазу — это прямая ссылка на Алекса из кинофильма «Заводной апельсин».
- Появляется в «Lego Batman: The Videogame» как враг Бэтмена и приспешник Джокера. Представлен как лего-фигурка в зелёном костюме. Он может контролировать людей. Так же может совершать большие прыжки при помощи пропеллера в шляпе.
- В игре DC Universe Online является одним из мини-боссов. Появляется в здании корпорации Лекс где сражается используя галлюциноген и якобы становившись невидимым.[источник не указан 4951 день]
- Согласно сценаристу Batman: Arkham Asylum Полу Дини, Безумный Шляпник должен был появиться Ботаническом саду лечебницы Аркхэм, где действвоал-бы заодно с Ядовитым Плющом. Однако идея не соответствовала тону игры.[4]
- В Batman: Arkham City На одной из крыш Готема лежит капсула с лекарством. Когда Бэтмен вкалывает его себе, он засыпает, а вскоре оказывается на чаепитии Шляпника среди подчинённых злодею шестерых членов группировок Двуликого, Джокера и Пингвина. Шляпник пытается загипнотизировать героя с помощью специальной шляпы, отдалённо напоминающей его маску. Бэтмен сопротивляется, и под гипнозом нейтрализует всех приспешников Шляпника, включая его самого. Позже выясняется, что Хьюго Стрэндж давал злодею возможность проводить эксперименты по контролю над пациентами Arkham Asylum в обмен на постоянный запас чая и нескольких «Алис», с которыми Тетч мог делать все, что ему заблагорассудится. Согласно записям бесед с Хьюго Стрэнджем: Джарвис страдает от маниакальной одержимости, паранойи и шизофрении, а его исследования о возможности управлять человеческим разумом при помощи химии были продолжены в стенах лечебницы Аркхэм Хьюго Стрейнджом, сумевшим благодаря им обрести власть над начальником лечебницы и будущим мэром Готэма Квинси Шарпом; было несколько Алис, о судьбе которых нет точных данных (первая из них, Стефани Уильямс, была убита Джарвисом в лаборатории).[5]
- В Batman: Arkham Origins когда Бэтмен ходит по канализации, он находит приглашение на чаепитие шляпника, где узнаёт о похищенной девушке. Бэтмен приходит в магазин шляп и побеждает ещё не называющего себя Шляпником Тетча. В этой, как и в остальных играх серии, был озвучен Питером Макниколом[6].
- В Batman: Arkham Knight является одним из антагонистов игры, значась в списке «Особо опасные». Похищает сотрудников полиции Готэма и прячет их в служебных машинах в разных частях города, доверху начиненных взрывчаткой. С помощью полицейских сирен и своей книги гипнотизирует Бэтмена, пытаясь снова овладеть его разумом, в отместку за свое предыдущее поражение и испорченную шляпу. После победы над влиянием Шляпника, Бэтмен запирает Тетча в одиночной камере.
- В игре LEGO Batman 2: DC Super Heroes Шляпник является дополнительным боссом игры и игровым персонажем в свободной игре.